# Мванза, Пирсон
Пирсон Мванза (англ. Pearson Mwanza; 1 января 1968, Китве, Замбия — 23 марта 1997, там же) — замбийский футболист, игрок сборной Замбии.

## Биография
Играл за ведущий замбийский клуб 80-х «Пауэр Дайнамоз».
Вызывался в сборную Замбии, вместе с которой принял участие в Олимпиаде-88.
В 1989 году вместе с партнёрами по сборной — Дерби Макинкой и Виздомом Чансой — стал одним из первых «легальных» легионеров в чемпионате СССР по футболу в высшей лиге. Переход в советский клуб стал возможен в силу «хороших отношений» между СССР и Замбией. Все вместе они выступали за дебютанта лиги — «Памир» из Душанбе. Мванза дебютировал 14 октября в домашнем матче против ленинградского «Зенита», выйдя на поле на 76-й минуте. Игра завершилось победой «Памира» со счётом 2:0. За «Памир» сыграл ещё 2 игры — гостевую против «Ротора» (22 октября, 0:1) и домашнюю против «Металлиста» (27 октября, 0:0). В обоих матчах выходил в основном составе. По завершении чемпионата вместе с партнёрами покинул команду и уехал из СССР.
В сезоне 1991/92 играл в египетском Аль-Мокавлун аль-Араб, после чего вернулся в Замбию. Непродолжительное время играл за «Пауэр Дайнамоз» и клуб «Нкана».
Скончался 23 марта 1997 года из-за болезни.

## Достижения
- 3-й призёр Кубка африканских наций 1990[5]